# L'Innocent (film, 1908)
Pour les articles homonymes, voir Innocent.
 (juillet 2025).
Pour plus de détails, voir Fiche technique et Distribution.
L'Innocent est un film muet français réalisé par Louis Feuillade, sorti en 1908.

## Fiche technique
- Réalisation : Louis Feuillade

## Distribution
- Alice Tissot
- Maurice Vinot
- Henri Duval
- Renée Carl